# کارلوس برخس
کارلوس برخس (انگلیسی: Carlos Borges؛ ۱۴ ژانویهٔ ۱۹۳۲ – ۵ فوریهٔ ۲۰۱۴) یک بازیکن فوتبال اهل کاکی بود.